# Курчу (Сибињ)
Курчу (рум. Curciu) насеље је у Румунији у округу Сибињ у општини Дарлос. Oпштина се налази на надморској висини од 396 m.

## Становништво
Према подацима из 2002. године у насељу је живело 761 становника.

### Попис2002.
| Расподела становништва по националности 2002.‍ | Расподела становништва по националности 2002.‍ | Расподела становништва по националности 2002.‍ | Расподела становништва по националности 2002.‍ | Расподела становништва по националности 2002.‍ |
| --------------------------------------------- | --------------------------------------------- | --------------------------------------------- | --------------------------------------------- | --------------------------------------------- |
|                                               |                                               |                                               |                                               |                                               |
| Румуни                                        | Румуни                                        |                                               | 591                                           | 78,0%                                         |
| Роми                                          | Роми                                          |                                               | 148                                           | 19,5%                                         |
| Немци                                         | Немци                                         |                                               | 19                                            | 2,5%                                          |